# Диверсификация
Диверсифика́ция (новолат. diversificatio «изменение, разнообразие» от лат. diversus «разный» + facere «делать») — проникновение специализированных (промышленных, транспортных, строительных) фирм в другие отрасли производства, изменение и расширение ассортимента выпускаемой продукции и видов предоставляемых услуг, переориентация рынков сбыта, освоение новых видов производств с целью повышения эффективности производства, получения экономической выгоды, предотвращения банкротства. Такую диверсификацию называют диверсификацией производства.

## Значения

### Как мера разнообразия
Диверсифика́ция — мера разнообразия в совокупности. Чем больше разнообразие, тем больше диверсификация. Диверсификация — важная инвестиционная концепция. Она снижает риск инвестиционного портфеля, при этом чаще всего не снижая доходность.
Наибольший эффект от диверсификации достигается добавлением в инвестиционный портфель активов различных классов, отраслей, регионов таким образом, чтобы падение стоимости одного актива компенсировалось ростом другого. Это наилучший способ получения экономической выгоды от инвестиции.
Наряду с этим известна и «наивная диверсификация» (англ. naive diversification) — стратегия, применяя которую, инвестор просто инвестирует в ряд различных активов и надеется, что вероятность получения доходов от этого портфеля тем самым повышается. Использование этой стратегии не обязательно приводит к снижению связанных с портфелем рисков и даже может повысить эти риски.

### Как распределение денежных капиталов
1. Распределение инвестируемых или ссужаемых денежных капиталов между различными объектами вложений с целью снижения риска возможных потерь капитала или доходов от него. Такую диверсификацию называют диверсификацией кредитов. В области банковских операций принцип диверсификации проявляется в распределении ссудного капитала между большим числом клиентов. Иногда банковское законодательство запрещает коммерческим банкам предоставлять одной фирме кредит на сумму, превышающую 10 % собственного капитала банка. На принципе диверсификации базируется деятельность инвестиционных компаний и фондов.
2. Расширение ассортимента, изменение вида продукции, производимой предприятием, фирмой, освоение новых видов производств с целью повышения эффективности производства, получения экономической выгоды, предотвращения банкротства.

## Типы диверсификации

### Диверсификация производства
Это одновременное развитие многих не связанных друг с другом видов производства, расширение ассортимента производимых изделий в рамках одного предприятия, концерна и тому подобного. Диверсификация применяется с целью повышения эффективности производства, получения экономической выгоды и предотвращения банкротства.

### Диверсификация рисков
Это распределение инвестиций по разным финансовым инструментам. Диверсификация является ключевой стратегией в управлении инвестициями и рисками, позволяя распределить инвестиции между различными активами или рынками для снижения потенциальных рисков. Диверсификация особенно актуальна в контексте глобальных экономических волнений и политических изменений. Самым популярным направлением инвестиций с целью их диверсификации является недвижимость.
Диверсификация делится на два типа — связанная и несвязанная. Связанная диверсификация представляет собой новую область деятельности компании, связанную с уже существующими областями бизнеса (например, в производстве, маркетинге, материальном снабжении или технологии). Несвязанная (латеральная) диверсификация — новая область деятельности, не имеющая очевидных связей с существующими сферами бизнеса.
Связанная диверсификация делится на вертикальную и горизонтальную. Вертикальная означает производство продуктов и услуг на предыдущей или следующей ступени производственного процесса (производственной цепочки, цепочка создания добавленной стоимости). То есть производитель готовой продукции начинает либо производить для неё комплектующие (назад по цепочке), например, производитель компьютеров начинает сам производить и продавать ЖК-матрицы, либо выходит на рынок продукции или услуг ещё более высокой глубины переработки (вперёд по цепочке), например, производитель процессоров начинает производить компьютеры. Горизонтальная — производство продуктов на той же ступени производственной цепочки. Например, производитель компьютеров начинает производить телевизоры. Новый продукт или услуга может выпускаться под уже имеющимся брендом, либо под новым брендом.

### Диверсификация поставщиков
Это распределение закупок среди нескольких фирм-поставщиков с целью снизить риск недоставки товара, брака продукции и т. д., а также построение разветвленной сети поставщиков способных компенсировать друг друга в случае временного или полного прекращения сотрудничества.

## Классификация диверсификации

### Горизонтальная диверсификация
Подразумевает разработку или приобретение отличающихся от имеющихся в ассортименте продуктов, которые потенциально интересны аудитории.

### Вертикальная диверсификация
Стремление к кооперации всех процессов производства в рамках одной организации.

### Концентрическая / связанная диверсификация
Включает в себя разработку или приобретение продуктов, связанных с имеющимися у организации товарами или технологиями.

### Конгломеративная / несвязанная диверсификация
Развитие бизнеса в новой отрасли, не связанной с имеющимися у организации технологиями или товарами.